# 61-ша зенітна ракетна бригада (РФ)
61-ша зенітна ракетна бригада — зенітне ракетне з'єднання ППО Сухопутних військ Російської Федерації. Бригада дислокується у місті Бійськ Алтайського краю.
Умовне найменування — Військова частина № 31466 (в/ч 31466). Скорочене найменування — 61-а зрбр.
З'єднання перебуває у складі 41-ї загальновійськової армії Центрального військового округу.

## Історія
1969 року була сформована 61-а зенітна ракетна бригада у складі управління бригади та 3 окремих зенітних ракетних дивізіонів. Бригада формувалася на фондах 56-ї зенітної ракетної бригади у місті Слуцьку Мінської області Червонопрапорного Білоруського військового округу. Першим командиром 61-ї зенітної ракетної бригади був призначений підполковник Микола Федорович Іноземцев.
1969 року бригада увійшла до складу 2-ї гвардійської танкової армії у Групі радянських військ у Німеччині у складі 4 зенітніх ракетних дивізіонів: 412-го, 413-го, 422-го, 1089-го.
1992 року 2 окремих зенітних ракетних дивізіони виведені зі складу бригади й передислоковані з поселення Штаатс до міста Бійськ Алтайського краю, де перейшли в підпорядкування 28-го армійського корпусу Сибірського військового округу.
1993 року решта 61-ї зенітної ракетної бригади була передислокована з Штаатса до міста Бійськ Алтайського краю, де також увійшла до складу військ 28-го армійського корпусу.
У наступні роки 61-а зенітна ракетна бригада увійшла до складу військ 41-ї загальновійськової армії без зміни місця дислокації.

## Склад
- управління,
- 4 зенітні ракетні дивізіони
  - у кожному дивізіоні: КП 9С470M1, станція виявлення й цілевказівки 9С18M1 «Купол-М1», взвод зв'язку, 3 зенітні ракетні батареї
    - у кожній ракетній батареї 2 самохідні вогневі установки 9А310M1, 1 пуско-зарядна установка 9А39,
- підрозділи технічного забезпечення й обслуговування.[2]

## Озброєння
Бригада оснащена зенітними ракетними комплексами Бук-М2.

## Командири
Командири 61-ї зенітної ракетної бригади: 
- Підполковник Іноземцев Микола Федорович (1969—1970),
- Підполковник Кислий Микола Кирилович (1970—1973),
- Підполковник Шішечкін Володимир Іванович (1973—1975),
- Підполковник Чернявський Геннадій Васильович (1975—1978),
- Полковник Бабанін Валерій Олександрович (1978—1983),
- Полковник Соколов Сергій Миколайович (1983—1987),
- Полковник Століцин Борис Григорович (1987—1992),
- Полковник Єрмаков Євген Іванович (1992—1993),
- Полковник Рибкін Михайло Іванович (1993—1998),
- Полковник Єрьомін Гліб Володимирович (1998—2001),
- Полковник Стефанцов Володимир Олександрович (2001—2007),
- Полковник Недопако Анатолій Федорович (2007—2013),
- Полковник Золотов Дмитро Юрійович (з 2013—2017).
- Полковник Усманов Марат Хамітович (з 2017 — 2025)